# Угода про інформаційні технології
Угода про інформаційні технології (англ. Information Technology Agreement – ІТА) — угода, що діє в рамках Світової організації торгівлі.

## Члени
Станом на вересень 2012 ІТА налічує 74 учасники (включаючи 27 країн-членів ЄС), в тому числі Україну. Загальна частка цих країн у світовій торгівлі на ринку високих технологій складає більше ніж 97 %.
Угодою передбачена можливість приєднання до неї не лише країн-членів COT, а й будь-якої країни чи окремої митної території, які знаходяться в процесі вступу до COT.

## Історія
Декларація міністрів про торгівлю товарами для інформаційних технологій, або як її частіше називають Угода про інформаційні технології була прийнята на Сінгапурській конференції міністрів 13 грудня 1996 року. Декларацію підписали 28 членів COT (включаючи 15 країн-членів ЄС) і окрема митна територія Тайвань.
Умовою набуття чинності Угодою було підтвердження до 1 квітня 1997 року про приєднання до неї країн, частка яких становить не менше 90 відсотків світової торгівлі товарами для інформаційних технологій, охоплених Угодою. Перша група учасників Угоди ще не відповідала цьому критерію, оскільки вони разом представляли лише 83 % світової торгівлі товарами для інформаційних технологій. Однак, за час, що пройшов з моменту підписання Декларації до 1 квітня 1997 року, ряд інших країн також виявили бажання приєднатися до ІТА і повідомили про визнання її положень. Таким чином відсотковий критерій (90 %) був дотриманий, і ІТА набула чинності.

## Основні принципи
ІТА є виключно угодою щодо зниження тарифів. Декларація хоча й передбачає перегляд нетарифних бар'єрів, проте не містить жорстких зобов'язань щодо їх скасування (Угода про інформаційні технології, Додаток, параграф 3).
Усі учасники ІТА повинні неодмінно:
1. охопити зобов'язанням щодо зв'язування тарифів та тарифних поступок весь асортимент продукції, перелік якої визначений даною Декларацією (Угода про інформаційні технології, параграф 2);
2. поетапно знизити всі тарифи на відповідні товари до нуля (Угода про інформаційні технології, параграф 2);
3. скасувати всі інші мита і збори у розумінні Статті П:1(Ь) ГАТТ до 1 липня 1997 року, якщо інше не визначено в зобов'язаннях учасника (Угода про інформаційні технології, Додаток, параграф 2(а)).

Зобов'язання, прийняті учасниками ІТА в рамках COT, базуються на режимі найбільшого сприяння. Таким чином, переваги від Угоди отримують всі країни-члени COT (Документ G/L/838 від 09.11.2007 та G/L/838/Corr.l від 13.11.2007).

## Комітет з питань розширення торгівлі товарами для інформаційних технологій
Після набрання чинності ІТА, під час засідання 26 березня 1997 року учасники домовилися сформувати спеціальний комітет при COT для забезпечення виконання положень ІТА. Це знайшло відображення в Документі щодо виконання Декларації міністрів про торгівлю товарами для інформаційних технологій (Документ G/L/160 від 02.04.1997).
Перше засідання Комітету відбулося 29 вересня 1997 року. На черговому засіданні ЗО жовтня 1997 року Комітет затвердив правила процедури проведення засідань, що є подібними до правил інших органів COT (Документ G/IT/3 від 07.11.1997).
Крім моніторингу виконання ІТА Комітет також займається низкою інших питань, серед яких, зокрема, вивчення типових розбіжностей в класифікації товарів, охоплених Угодою, консультації з нетарифних бар'єрів, розгляд заяв про набуття членства від нових країн, та обговорення питань виконання Угоди.
Наразі Комітет очолює Syed Mohd Faizal Bin Syed Mohd DARDIN (Малайзія).

## ІТА II
Декларація міністрів та Документ щодо її виконання передбачають, що учасники Угоди мають періодично переглядати список охоплених нею товарів, перелік яких міститься в додатках до Декларації. Процедура такого перегляду часто визначається учасниками як ІТА-ІІ.
Перший перегляд розпочався в жовтні 1997 року. Його учасникам було запропоновано подати списки додаткових продуктів інформаційних технологій для можливих додаткових тарифних поступок. Наступного року учасники продовжили обговорення з метою прийняття рішення щодо перегляду додатків до 30 червня 1998 року. Однак, домовленості не було досягнуто. Це питання неодноразово розглядалось на наступних засіданнях Комітету. Проте досі досягти домовленості не вдалося і додаткові продукти інформаційних технологій до списку не були включені.

## Україна та ІТА
6 листопада 2007 року на засіданні Комітету з питань розширення торгівлі товарами для інформаційних технологій Україна запропонувала учасникам офіційно затвердити її приєднання до Угоди про інформаційні технології в рамках вступу в СОТ. (Документ G/L/838 від 09.11.2007 та G/L/838/Corr.l від 13.11.2007)
Зобов'язання України в рамках, зазначеної Угоди були включені до Розкладу поступок та зобов'язань України, і відповідно, ставки ввізного мита на товари, які входять до списку Угоди про інформаційні технології, були зв'язані на нульовому рівні.
Список товарів, які охоплює Угода про інформаційні технології, наведений у Декларації міністрів про торгівлю товарами для інформаційних технологій (документ WT/MIN(96)/16 від 13.12.1996).

## Товари подвійного призначення
Товари, які входять до Угоди можуть мати подвійне призначення. Тобто, товари, які підпадають під дію Угоди про торгівлю інформаційними технологіями можуть використовуватися не тільки в сфері інформаційних технологій, а й з іншою метою. У такому випадку на товари, призначені для інформаційних технологій ставка ввізного мита складатиме «0 %», а на товари, призначені для інших цілей ставка може бути вищою.